# Grotta della Sibilla
La grotta della Sibilla è una caverna, situata a 2150 m s.l.m., ricavata nella roccia, nei pressi della vetta del monte Sibilla (Monti Sibillini) nel territorio comunale di Montemonaco, raggiungibile solo a piedi.

## Descrizione
(Giulio Aristide Sartorio, Sibilla, 1922)
La grotta deve il suo nome alla leggenda della Sibilla Appenninica, secondo la quale essa non era altro che il punto d'accesso al regno sotterraneo della regina Sibilla.
Andrea da Barberino, con il suo romanzo cavalleresco Il Guerrin Meschino, contribuì alla divulgazione della leggenda. Ci racconta la storia di un cavaliere errante che si recò dalla Sibilla per ritrovare i suoi genitori. Per un anno, soggiornò nella grotta e resistette, con tutte le proprie forze, alle tentazioni invocando il nome di Gesù Nazareno.

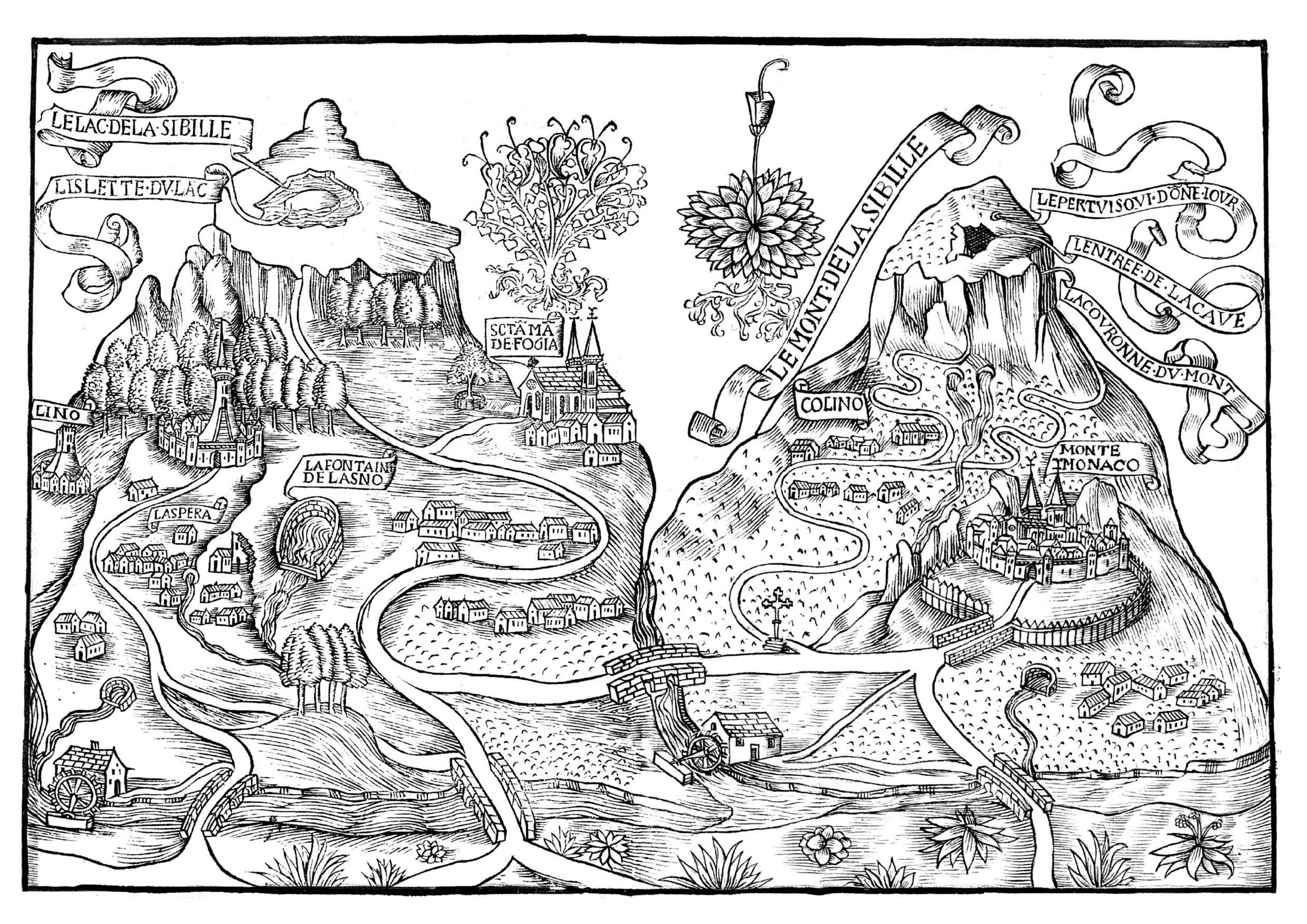
Disegno di Antoine de La Sale dal Paradis de la Reine Sybille 1420

Numerosi filologi ritengono anche che quella della Sibilla Appenninica sia stata la fonte principale di un'altra celebre leggenda, quella tedesca del Tannhäuser, la quale in effetti presenta innumerevoli analogie con la storia del Guerin Meschino.
Il complesso ipogeo viene descritto, sulla scorta dei racconti popolari raccolti sul posto, per la prima volta nel 1420, dal francese Antoine de La Sale che si reca alla grotta su ordine della Duchessa Agnese di Borgogna. Egli però a causa delle frane già avvenute nell'alto medioevo all'interno della grotta, può disegnarne (con rara precisione) soltanto la pianta topografica del vestibolo dell'antro ancora conservato intatto. Questo importante documento è conservato nella Biblioteca nazionale di Francia. Si tratta di un ampio spazio circolare, con dei sedili di pietra scavati tutt'intorno nella roccia "intalieux tout entour".
Una più recente e senz'altro affidabile descrizione, la quale tuttavia non si discosta di molto da quella del de La Sale, è fornita a metà XX secolo dal Lippi-Boncambi: lo studioso fu uno degli ultimi visitatori della grotta prima che l'ingresso crollasse definitivamente a seguito di un utilizzo scellerato di esplosivi che, invece di contribuire ad aprirla ulteriormente, ne causò la chiusura.

## Cronologia storica delle visite alla grotta
69 d.C. – La prima notizia si ha con Svetonio quando dice che Vitellio "celebrò una sacra veglia sui gioghi dell'Appennino".
268 d.C. – Trebellio Pollione in Scriptores Historiae Augustae racconta che Claudio II il Gotico si affidò in quell'anno ai responsi dell'oracolo della Sibilla Appenninica.
1320-1340 – Frane all'interno della grotta causate anche dal terremoto del 1328 e chiusura dell'antro per azioni politico-religiose messe in luce dallo storico Falzetti (lotte fra guelfi e ghibellini di Umbria e Marche, fra eretici e domenicani; bolle ed editti della Chiesa per contrastare le eresie di templari, alchimisti, spirituali, catari, patarini ecc. che avevano trovato rifugio nelle terre della Sibilla). Alla data del 1338 (Domenico Falzetti dice 1378 come la data che scoprì) si fa risalire la visita del cavaliere tedesco Her Hans Van Bamborg come dichiara Antoine de La Sale nel suo Paradiso della Regina Sibilla (diario autoptico).
1420 – Antoine de La Sale visita la grotta nel maggio 1420, riportando nel suo diario, dedicato alla duchessa Agnese di Bourbon-Bourgogne che lo aveva inviato nelle terre della Sibilla, la descrizione minuziosa della morfologia dei luoghi e del vestibolo della grotta.
1452 – In una pergamena ritrovata nell'Archivio storico del Comune di Montemonaco è stigmatizzata la frequentazione di Montemonaco, del lago della Sibilla (così chiamato nella sentenza dal giudice della Marca Anconitana) e della grotta sibillina da parte di cavalieri che arrivavano dalla Spagna e dal Regno di Napoli per praticare l'Alchimia e consacrare libri magici ad lacum Sibyllae (di lì a poco diventerà Lago di Pilato). Viene scomunicata e poi assolta in un processo tutta la popolazione e le autorità del Comune di Montemonaco per aver aiutato i cavalieri stranieri a raggiungere il lago della Sibilla e la grotta.
1578 – Emblematica data incisa sulla roccia vicino al vestibolo crollato e ancor oggi visibile. La data che si legge senza troppe difficoltà ancor oggi è 1378, ma forse è una trasformazione fatta nel XVII-XVIII sec. del cinque, scritto in cifra araba, in tre. Con la trasformazione operata qualcuno ha voluto probabilmente collegarla alla data di nascita (1378) del mitico Christian Rosenkreuz, ad indicare, come è stato ipotizzato anche recentemente, la presenza dei Rosacroce nelle terre della Sibilla e il loro ideale collegamento con la mitica grotta. Rose+croci scolpite su architravi di finestre e portali in pietra, si trovano riprodotte fino a tutto il XVII sec. in numerose frazioni di tutta la cintura sibillina.
1610-1612 – Martino Bonfini affresca nel santuario della Madonna dell'Ambro, un ciclo di dodici Sibille fra cui una Chimica o Alchemica.
1870 – Esplorazione speleologica alla grotta della Sibilla, senza significativi esiti, dei fratelli nursini Caponecchi, detti i Vezzanesi.
1885 – G.B. Miliani, precursore della moderna speleologia, esplora il vestibolo della grotta e il piano di campagna circostante al fine di trovare l'ingresso oltre il vestibolo.
1889 – In occasione del XXI Congresso degli Alpinisti Italiani, tenutosi ad Ascoli Piceno, la sezione picena del Club Alpino Italiano effettua lavori di manutenzione e ripulitura della grotta; il 3 settembre alla presenza di numerosi congressisti saliti alla vetta della Sibilla, viene scoperta una targa commemorativa dell'evento dettata dall'ing. Vermiglio Vermigli. La lapide rimane visibile in loco fino alla fine degli anni quaranta del secolo scorso.
1897 – È la volta degli intellettuali Pio Rajna e Gaston Paris, che risalgono più volte alla grotta. Incontrano più volte gli amministratori marchigiani per sensibilizzarli al recupero della grotta.
1920 – Una spedizione all'ingresso della grotta, guidata dallo storico Falzetti, crede di individuare una prosecuzione oltre il vestibolo della grotta. Gente del posto, sulla scorta della notizia, che aveva fatto un certo scalpore, tenta maldestramente di penetrare nella grotta producendo solo danni.
1926 – Moretti, Soprindentente Archeologico delle Marche fornisce i primi dati tecnico-scientifici sulle condizioni in cui versa la grotta dichiarando che: 
1929-1930 – Il filologo belga Fernand Desonay si reca alla grotta. Nello stesso tempo anche il Falzetti tenta una nuova spedizione senza esito.
1946 – Tullio Colsalvatico, si cimenta, senza aiuti, in un'esplorazione subito fermata dalla Soprintendenza per il timore che usi dell'esplosivo per penetrare all'interno della grotta. Contemporaneamente il geologo Lippi Boncampi in uno studio sul carsismo nei monti Sibillini, elabora la prima relazione ufficiale sullo sviluppo ipogeo della grotta della Sibilla corredandola con elaborati tecnici (topografie, sezioni, planimetrie).
1952 – Con l'intento di valorizzare turisticamente il territorio il generale Emidio Santanché, rabdomante e presidente dell'Ente del Turismo di Ascoli Piceno, risale alla grotta sperando d'individuare (senza alcun esito) l'ingresso oltre il vestibolo della grotta.
1953 – Domenico Falzetti, Fernand Desonay, il generale Emidio Santanchè, con il soprintendente ai beni archeologici Giovanni Annibali s'impegnano in un tentativo sistematico di scavo. Ma senza supporti tecnicamente adeguati. Il 1º luglio scoprono la scritta AV . P. 1378 un vecchio coltello, uno sperone e una moneta: il doppio tornese di Enrico II di Francia, del XVI secolo.
1953-1968 – È in questo lasso di tempo che crolla definitivamente il vestibolo della grotta e probabilmente vengono trafugate le ultime targhe di pietra, incise con strane iscrizioni, ancora collocate all'ingresso del vestibolo.
1968 – È l'anno della prima campagna di studi fatta con moderne apparecchiature, per rilevamenti geoelettrici, condotta dal geologo pesarese Odescalchi incaricato dall'Ente del Turismo di Ascoli Piceno. L'Odescalchi riesce a cogliere alcune anomalie probabilmente riferibili all'esistenza di un cunicolo oltre il vestibolo della grotta.
1983-1984 – Giuseppe Antonini del Gruppo Speleologico Marchigiano di Ancona, è incaricato dalla Regione Marche di ricercare il cunicolo discendente oltre il vestibolo, segnalato dall'Odescalchi, attraverso indagini, sia sul piano di campagna oltre la cosiddetta Corona che circonda la sommità di monte Sibilla e ricomprende la grotta sia esplorando la Corona stessa. Purtroppo il tempo inclemente e la precarietà delle condizioni in cui lavoravano, obbligarono il Gruppo Speleologico Marchigiano a rinunciare all'impresa.
1997-2000 – Il Progetto culturale "Elissa" di Montemonaco coordinato da Anna Maria Piscitelli e presieduto da Paolo Aldo Rossi dell'Università di Genova, dà il via a un progetto scientifico sulla Sibilla Appenninica e la sua grotta. Nel 1998-2000 vengono realizzati tre Convegni e diverse Tavole Rotonde (con la partecipazione di Gino Troli Assessore alla Cultura della Regione Marche), a cui partecipano studiosi di fama nazionale e internazionale, per raccogliere in un corpus sia i dati storici, letterari e antropologici del mito, sia quelli scientifici delle indagini fin qui condotte alla grotta e con lo scopo ulteriore di promuovere indagini geologiche e geofisiche che confermino l'esistenza del complesso ipogeo della grotta.
2000 – In Autunno il Comitato Promotore "Grotta della Sibilla appenninica", col patrocinio della Soprintendenza Archeologica delle Marche, con la partecipazione del Dipartimento di Scienze della Terra dell'Università di Camerino, promuove le indagini geologiche e geofisiche al sito "Grotta della Sibilla". Dagli esiti delle prospezioni georadar si conferma l'esistenza di un vasto complesso ipogeo alla profondità di 15 metri sotto il piano di campagna, fatto di cunicoli labirintici e notevoli cavità della lunghezza di circa 150 m. La sintesi degli studi è pubblicata negli atti del Convegno "Sibilla Sciamana della montagna e la grotta appenninica". La successiva fase d'indagine, che avrebbe previsto il carotaggio non invasivo nei punti ritenuti più significativi del piano di campagna prospiciente il vestibolo crollato, fu interrotta. Sono disponibili i risultati della ricerca svolta nel 2000.